# Campoli del Monte Taburno
Campoli del Monte Taburno là một đô thị ở tỉnh Benevento trong vùng Campania, có vị trí khoảng 45 km về phía đông bắc của Napoli và khoảng 11 km về phía tây của Benevento. Tại thời điểm ngày 31 tháng 12 năm 2004, đô thị này có dân số 1.515 người và diện tích là 9,8 km².
Campoli del Monte Taburno giáp các đô thị: Apollosa, Castelpoto, Cautano, Montesarchio, Tocco Caudio, Vitulano.